# سيزار بيلي (لاعب كرة قدم)
سيزار بيلي (بالبرتغالية: César Augusto Belli Michelon‏) هو لاعب كرة قدم برازيلي، ولد في 16 نوفمبر 1975 في Bebedouro ‏ في البرازيل. شارك مع منتخب البرازيل لكرة القدم. أما مع النوادي، فقد لعب مع أتلتيكو باراناينسي وباريس سان جيرمان وجمعية بورتوغيزا الرياضية وستاد رين ونادي بالميراس ونادي بونتي بريتا ونادي تينيريفي ونادي فورتاليزا ونادي كورينثيانز.

## وصلات خارجية
- سيزار بيلي على موقع قاعدة بيانات كرة القدم.إي يو (الإنجليزية)
- سيزار بيلي على موقع ناشيونال فوتبول تيمز (الإنجليزية)